# Khủng hoảng thanh khoản Liban
Khủng hoảng thanh khoản Liban là một cuộc khủng hoảng tài chính đang diễn ra ảnh hưởng đến quốc gia Trung Đông Liban bắt đầu từ tháng 8 năm 2019. Đại dịch COVID-19 tại Lebanon, bắt đầu từ năm 2020, càng làm trầm trọng thêm ảnh hưởng của cuộc khủng hoảng này.

## Bối cảnh
Đồng bảng Liban đã được neo với đô la Mỹ với tỷ lệ 1.506,5 LBP mỗi USD kể từ năm 1997. Vào tháng 8 năm 2019, do những khó khăn tài chính khác nhau, đặc biệt là khả năng ngày càng tăng rằng chính phủ Lebanon sẽ vỡ nợ khi đáo hạn nghĩa vụ nợ, tỷ giá hối đoái thị trường chợ đen bắt đầu chuyển từ tỷ giá hối đoái chính thức. Vào mùa thu năm 2019, tỷ giá hối đoái của thị trường chợ đen đạt 1.600 LBP mỗi USD và sau đó sẽ tăng lên 3.000 LBP mỗi USD vào tháng 4 năm 2020. Tỷ giá USD trên thị trường chợ đen tiếp tục tăng do sự mất giá của đồng bảng Lebanon do tình trạng thiếu USD cấp tính ở Lebanon. Sự thiếu hụt đô la này cũng khiến 785 nhà hàng và quán cà phê đóng cửa từ tháng 9 năm 2019 đến tháng 2 năm 2020 và khiến 25.000 nhân viên mất việc. Giá hàng tiêu dùng đã tăng 58% kể từ tháng 10 do cuộc khủng hoảng kinh tế tồi tệ nhất trong nhiều thập kỷ. Cuộc khủng hoảng kinh tế này khiến tổng sản phẩm quốc nội của Lebanon giảm xuống còn khoảng 44 tỷ USD từ khoảng 55 tỷ USD trong năm trước.

## Hậu quả
Sự sụt giảm của tỷ giá hối đoái đã khiến các cuộc biểu tình Liban 2019-2020, cuối cùng dẫn đến sự từ chức của thủ tướng và nội các của ông. Sau khi từ chức xảy ra, đại dịch COVID-19 đã buộc các doanh nghiệp bổ sung phải đóng cửa và sa thải nhân viên của họ.
Thủ tướng Hassan Diab tuyên bố rằng nước này sẽ không trả được khoản nợ Eurobond của mình và tìm kiếm các thỏa thuận tái cơ cấu trong bối cảnh cuộc khủng hoảng tài chính đang ảnh hưởng đến dự trữ ngoại tệ. Lebanon là do phải trả 1,2 tỷ USD Eurobond vào ngày 09 tháng 3, với 700 triệu USD dự kiến sẽ đáo hạn vào tháng 4 và hơn 600 triệu USD trong tháng Sáu. Do thiếu ngoại tệ, Thủ tướng cho rằng dự trữ đã giảm xuống mức độ đáng lo ngại và nguy hiểm, khiến chính phủ Lebanon phải tạm dừng thanh toán đáo hạn Eurobond ngày 9 tháng 3 vì cần các khoản tiền này.
Người đứng đầu nghiên cứu tại Ngân hàng Audi tuyên bố rằng, các ngân hàng Lebanon sở hữu 12,7 30 tỷ USD trong khi đó khoản nợ đáo hạn là 30 tỷ Eurobonds tính đến tháng 1. Ngân hàng trung ương chiếm 5.7 tỷ USD và phần nợ còn lại thuộc sở hữu của các chủ nợ nước ngoài.
Tỷ lệ nợ trên GDP hiện ở mức 170%. Việc không trả được nợ lần này là lần đầu tiên trong lịch sử của đất nước. Dòng tiền ngoại tệ đã chậm lại và đồng bảng của Lebanon đã giảm giá trị so với đồng đô la và các loại tiền tệ khác. Các ngân hàng thương mại của quốc gia đã áp đặt các hạn chế cứng rắn đối với việc rút và chuyển đô la để duy trì dự trữ. Do khoản nợ này Lebanon đã bị xếp hạng rác.